# Angela Schneider
Angela Schneider (ur. 28 października 1959 w St. Thomas) – kanadyjska wioślarka, srebrna medalistka olimpijska.

## Kariera
Wystąpiła na igrzyskach olimpijskich w Los Angeles w 1984, gdzie osada Kanady w składzie: Marilyn Brain, Angela Schneider, Barbara Armbrust, Jane Tregunno i Lesley Thompson zdobyła srebrny medal w czwórkach ze sternikiem. W finale A o 2,55 sekundy przegrały z osadą Rumunii, a o 1,74 sekundy wyprzedziły Australijki. Był to jej jedyny start olimpijski.
Ponadto zdobyła brązowy medal w ósemkach na igrzyskach Wspólnoty Narodów w Edynburgu w 1986.
Zajęła też czwarte miejsce w ósemkach na mistrzostwach świata w Duisburgu (1983), gdzie walkę o medal Kanada przegrała z osadą NRD o 2,31 sekundy.
W młodości uprawiała także lekkoatletykę i biegi narciarskie. Kształciła się na Uniwersytecie Zachodniego Ontario, uzyskując dyplomy z kinezjologii i filozofii. Następnie uzyskała stopień profesora etyki i filozofii, a w 1993 została wykładowcą na Uniwersytecie Zachodniego Ontario.